# Wahlkreis Erzgebirge 4
Der Wahlkreis Erzgebirge 4 (Wahlkreis 15) ist ein Landtagswahlkreis in Sachsen. Er umfasst die Städte Annaberg-Buchholz, Ehrenfriedersdorf, Elterlein, Geyer, Jöhstadt, Oberwiesenthal (Kurort), Scheibenberg, Schlettau und Thum sowie die Gemeinden Bärenstein, Crottendorf, Gelenau/Erzgeb., Königswalde, Mildenau, Sehmatal, Tannenberg und Thermalbad Wiesenbad und damit einen Teil des Erzgebirgskreises. Bei der letzten Landtagswahl (im Jahr 2019) waren 57.604 Einwohner wahlberechtigt.

## Wahl 2024
Vorläufiges Ergebnis der Landtagswahl am 1. September 2024 im Wahlkreis 15 – Erzgebirge 4:
(Ergebnisse in Prozent)
| Direktkandidat | Partei              | Direktstimmen | Listenstimmen |
| -------------- | ------------------- | ------------- | ------------- |
| Ronny Wähner   | CDU                 | 34,7          | 33,2          |
| Thomas Prantl  | AfD                 | 42,6          | 38,0          |
| Frederic Beck  | Die Linke           | 2,4           | 2,0           |
| Nathalie Senf  | Grüne               | 1,2           | 1,4           |
| Gregor Neumann | SPD                 | 3,3           | 4,0           |
| Jens Schmidt   | FDP                 | 0,6           | 0,5           |
| Madelaine Vogt | Freie Wähler        | 5,5           | 3,5           |
| –              | Die Partei          | –             | 0,6           |
| –              | Piraten             | –             | 0,1           |
| –              | ÖDP                 | –             | 0,0           |
| –              | BüSo                | –             | 0,0           |
| –              | Tierschutz hier!    | –             | 0,8           |
| –              | dieBasis            | –             | 0,1           |
| –              | Bündnis C           | –             | 0,5           |
| –              | Bündnis Deutschland | –             | 0,2           |
| Willy Frost    | BSW                 | 9,6           | 11,7          |
| –              | Freie Sachsen       | –             | 2,7           |
| –              | V-Partei3           | –             | 0,1           |
| –              | WU                  | –             | 0,3           |

| Wahlberechtigte | 54.630 |
| Wahlbeteiligung | 75,6 % |

## Wahl 2019
Vorläufiges Ergebnis der Landtagswahl am 1. September 2019 im Wahlkreis 16 – Erzgebirge 4:
(Ergebnisse in Prozent)
| Direktkandidat    | Partei               | Direktstimmen | Listenstimmen |
| ----------------- | -------------------- | ------------- | ------------- |
| Ronny Wähner      | CDU                  | 35,6          | 35,7          |
| Antje Feiks       | Die Linke            | 9,0           | 8,2           |
| Sören Wittig      | SPD                  | 4,7           | 6,0           |
| Thomas Prantl     | AfD                  | 33,1          | 31,9          |
| Nino Haustein     | GRÜNE                | 3,1           | 3,3           |
| –                 | NPD                  | –             | 1,1           |
| Enrico Wohlgemuth | FDP                  | 4,2           | 3,4           |
| Beate Großmann    | Freie Wähler         | 10,4          | 6,0           |
| –                 | Tierschutz           | –             | 1,5           |
| –                 | Piraten              | –             | 0,3           |
| –                 | Die PARTEI           | –             | 1,0           |
| –                 | BüSo                 | –             | 0,1           |
| –                 | ADPM                 | –             | 0,2           |
| –                 | Blaue Partei         | –             | 0,3           |
| –                 | KPD                  | –             | 0,0           |
| –                 | ÖDP                  | –             | 0,2           |
| –                 | Die Humanisten       | –             | 0,1           |
| –                 | PDV                  | –             | 0,1           |
| –                 | Gesundheitsforschung | –             | 0,6           |

| Wahlberechtigte | 57.604 |
| Wahlbeteiligung | 68,1 % |

## Wahl 2014
Amtliches Endergebnis der Landtagswahl am 31. August 2014 im Wahlkreis 16 – Erzgebirge 4:
(Ergebnisse in Prozent)
| Direktkandidat   | Partei          | Direktstimmen | Listenstimmen |
| ---------------- | --------------- | ------------- | ------------- |
| Ronny Wähner     | CDU             | 46,9          | 45,8          |
| Frank Dahms      | Die Linke       | 20,5          | 16,8          |
| Gerhard Klauß    | SPD             | 9,3           | 9,3           |
| Gerhard Hilbert  | FDP             | 4,1           | 3,4           |
| Bert Meyer       | GRÜNE           | 3,6           | 2,8           |
| Rico George      | NPD             | 7,2           | 5,8           |
| –                | Tierschutz      | –             | 0,9           |
| Sebastian Hacker | Piraten         | 1,5           | 0,6           |
| –                | BüSo            | –             | 0,1           |
| –                | DSU             | –             | 0,1           |
| –                | AfD             | –             | 11,2          |
| –                | pro Deutschland | –             | 0,3           |
| Dieter Möckel    | Freie Wähler    | 7,0           | 2,8           |
| –                | Die PARTEI      | –             | 0,3           |

| Wahlberechtigte | 60.742 |
| Wahlbeteiligung | 52,4 % |

## Wahl 2009
| Amtliches Endergebnis der Landtagswahl am 30. August 2009 in Sachsen im Wahlkreis 017 Annaberg (Ergebnisse in Prozent) |

| Direktkandidat   | Partei          | Erststimmen in % | Zweitstimmen in % |
| ---------------- | --------------- | ---------------- | ----------------- |
| Steffen Flath    | CDU             | 48,0             | 44,6              |
| Claudia Beck     | Die Linke       | 20,4             | 19,2              |
| Thomas Klauß     | SPD             | 7,7              | 7,6               |
| Rico Hentschel   | NPD             | 8,3              | 8,0               |
| Norbert Adamietz | FDP             | 10,9             | 9,5               |
| Bert Meyer       | GRÜNE           | 4,7              | 3,5               |
| -                | Tierschutz      | -                | 2,3               |
| -                | PBC             | -                | 1,4               |
| -                | BüSo            | -                | 0,2               |
| -                | DSU             | -                | 0,1               |
| -                | REP             | -                | 0,2               |
| -                | Freie Sachsen   | -                | 1,3               |
| -                | FP Deutschlands | -                | 0,1               |
| -                | Humanwirtschaft | -                | 0,1               |
| -                | Piraten         | -                | 1,6               |
| -                | SVP             | -                | 0,3               |

## Wahl 2004
Die Landtagswahl 2004 hatte folgendes Ergebnis:
| Direktkandidat  | Partei     | Erststimmen in % | Zweitstimmen in % |
| --------------- | ---------- | ---------------- | ----------------- |
| Steffen Flath   | CDU        | 54,7             | 47,2              |
| Frank Dahms     | PDS        | 18,2             | 18,9              |
| Steffen Wagner  | SPD        | 6,5              | 6,9               |
| Manfred Hastedt | GRÜNE      | 2,3              | 2,5               |
| Klaus Baier     | NPD        | 13,7             | 14,0              |
| Volker Osbahr   | FDP        | 4,7              | 5,4               |
| -               | DSU        | -                | 0,2               |
| -               | PBC        | -                | 1,5               |
| -               | GRAUE      | -                | 0,6               |
| -               | BüSo       | -                | 0,3               |
| -               | AUFBRUCH   | -                | 0,5               |
| -               | DGG        | -                | 0,4               |
| -               | Tierschutz | -                | 1,5               |

## Wahl 1999
Die Landtagswahl 1999 hatte folgendes Ergebnis:
| Direktkandidat | Partei          | Erststimmen in % | Zweitstimmen in % |
| -------------- | --------------- | ---------------- | ----------------- |
| Steffen Flath  | CDU             | 63,2             | 64,3              |
| Wilfried Bartl | SPD             | 11,2             | 8,7               |
| Frank Dahms    | PDS             | 18,7             | 17,0              |
| -              | GRÜNE           | -                | 1,4               |
| Patrick Probst | FDP             | 1,4              | 1,0               |
| -              | BüSo            | -                | 0,1               |
| -              | DSU             | -                | 0,2               |
| -              | GRAUE           | -                | 0,2               |
| -              | REP             | -                | 1,0               |
| -              | FP Deutschlands | -                | 0,0               |
| -              | Pro DM          | -                | 2,8               |
| -              | KPD             | -                | 0,1               |
| Klaus Baier    | NPD             | 3,0              | 2,2               |
| -              | FORUM           | -                | 0,5               |
| -              | PBC             | -                | 0,7               |
| Rainer Uhlig   | Einzelbewerber  | 2,4              | -                 |

## Wahl 1994
Die Landtagswahl 1994 hatte folgendes Ergebnis:
| Direktkandidat     | Partei | Erststimmen in % | Zweitstimmen in % |
| ------------------ | ------ | ---------------- | ----------------- |
| Steffen Flath      | CDU    | 60,6             | 65,4              |
| Peer Eike Horschig | SPD    | 21,6             | 15,2              |
| Christoph Otto     | FDP    | 6,7              | 2,1               |
| -                  | GRÜNE  | -                | 2,6               |
| -                  | DSU    | -                | 0,5               |
| -                  | REP    | -                | 1,4               |
| -                  | FORUM  | -                | 1,4               |
| Horst Salzmann     | PDS    | 11,1             | 11,0              |
| -                  | SP     | -                | 0,3               |

## Bisherige Abgeordnete
Direkt gewählte Abgeordnete des Wahlkreises Annaberg waren:
| Jahr | Name          | Partei | Anteil der Erststimmen |
| ---- | ------------- | ------ | ---------------------- |
| 2009 | Steffen Flath | CDU    | 48,0 %                 |
| 2004 | Steffen Flath | CDU    | 54,7 %                 |
| 1999 | Steffen Flath | CDU    | 63,2 %                 |
| 1994 | Steffen Flath | CDU    | 60,6 %                 |

## Landtagswahlen 1990–2009
Die Ergebnisse der Landtagswahlen seit 1990 im Gebiet des heutigen Wahlkreises Annaberg waren (Zweit- bzw. Listenstimmen):
| Partei        | 1990 | 1994 | 1999 | 2004 | 2009 |
| ------------- | ---- | ---- | ---- | ---- | ---- |
| CDU           | 61,8 | 65,4 | 64,1 | 47,2 | 44,6 |
| PDS/Die Linke | 6,6  | 11,0 | 17,2 | 18,9 | 19,2 |
| SPD           | 15,3 | 15,2 | 8,7  | 6,9  | 7,6  |
| NPD           | 0,7  | -    | 2,1  | 14,0 | 8,0  |
| FDP           | 5,2  | 2,1  | 1,0  | 5,4  | 9,5  |
| GRÜNE         | 4,9  | 2,6  | 1,4  | 2,5  | 3,5  |
| Sonstige      | 5,6  | 3,7  | 5,5  | 5,0  | 7,6  |